# توني دي يونغ
توني دي يونغ (بالهولندية: Tonny de Jong) (مواليد 17 يوليو 1974) هي لاعبة تزلج سريع هولندية سابقة نشأت في هيرينفين وهي الآن تعيش في مدينة كالغاري مع زوجها لاعب التزلج السريع الكندي مارك كنول. شاركت في 3 دوريات أولمبية 1994,1998 و2002.